# Maurice Carême

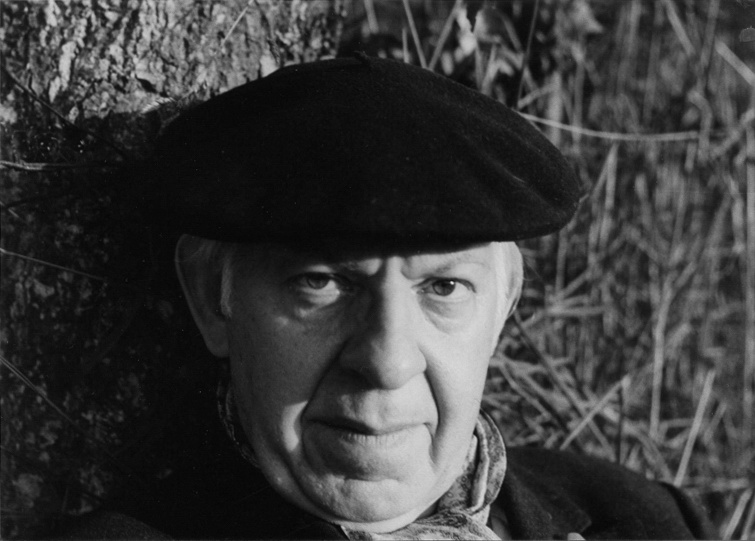
Maurice Carême, Sommer 1970, Margny, bei d’Orval
Foto: Jeannine Burny, La Fondation Maurice Carême

Maurice Carême (* 12. Mai 1899 in Wavre; † 13. Januar 1978 in Anderlecht) war ein belgischer Schriftsteller.
Carême stammte aus einfachen Verhältnissen; sein Vater war Maler, seine Mutter betrieb einen kleinen Laden. Er war ein sehr guter Schüler und erhielt daher ein Stipendium, das ihm den Besuch der École normale primaire von Tirlemont ermöglichte.
1918 erhielt er eine Stelle als Lehrer in Anderlecht. Er gründete 1919 in Brüssel die literarische Zeitschrift Nos Jeunes, die er 1920 in La Revue indépendante umbenannte. In dieser Zeit hatte er erste Kontakte zu zeitgenössischen Künstlern wie Edmond Vandercammen und dem Maler Félix De Boeck.
Ende 1925 erschien sein erster Gedichtband 63 illustrations pour un jeu de l’oie. In den Jahren darauf entstanden Gedichte unter dem Einfluss des Surrealismus und Futurismus, die in den Bänden Hôtel bourgeois (1930), Chansons pour Caprine und Reflets d’hélices (1932) erschienen. Später wandte er sich eine betont einfachen Sprache zu und verfasste zwei Essays über Literatur für Kinder: Poèmes de gosses (1933) und Proses d’enfants.
Neben Géo Norge, Pierre Bourgeois, Georges Linze, Claire und Yvan Goll, André Salmon, Edmond Vandercammen und René Verboom gehörte Carême 1931 zu den Gründern der Zeitschrift Journal des Poètes. Im Jahr 1933 absolvierte er ein Studium der Deklamation am Konservatorium von Brüssel bei Madeleine Renaud-Thévenet. Im gleichen Jahr baute er in der Avenue Nellie Melba in Anderlecht die Maison blanche. Das Gebäude beherbergt seit 1975 die Fondation Maurice Carême und seit 1978 das Musée Maurice Carême.
1935 erschien der Gedichtband Mère, der als Hauptwerk Carêmes gilt. Er wurde von der Literaturkritik gelobt und 1938 mit dem belgischen Prix Triennal de poésie ausgezeichnet und bildete die Vorlage zu Darius Milhauds Cantate de l’enfant et de la mère.
1943 beendete Carêmes seine Tätigkeit als Lehrer und lebte seitdem als freier Schriftsteller. Im gleichen Jahr verband er sich mit Jeannine Burny, die bis zu seinem Tod als seine Sekretärin wirkte, danach die Fondation Maurice Carême leitete und der er 1965 La bien-aimée widmete.
1954 fand der erste von insgesamt 17 Aufenthalten Carêmes' in der Abtei von Orval statt. Hier studierte er die Schriften der großen Mystiker, indische und chinesische Philosophie und die Schriften Teilhard de Chardins und Rabindranath Tagores. In dieser Zeit entstanden Werke wie der Gedichtband Heure de grâce (1957).
1972 wurde er zum Prince en poésie von Paris ernannt. In seinen letzten Lebensjahren entstand der phantastische Roman Medua. 1975 gründete er die Fondation Maurice Carême. Auf seinen Wunsch hin wurde Carême in seinem Geburtsort begraben.
Insgesamt veröffentlichte Carême mehr als achtzig Gedichtsammlungen, Romane, Erzählungen, Essays und Übersetzungen. Seine Werke dienten als Vorlagen für Filme und wurden von zahlreichen Komponisten vertont.

## Werke
- Chansons pour Caprine, Gedichte, 1930
- Le royaume des fleurs, Roman und Erzählungen, 1934
- Mère, Gedichte, 1935
- Petite flore, Gedichte, 1935 (Prix Edgar Allan Poe)
- Lancelot, dramatische Legende, 1938
- La lanterne magique, Gedichte, 1947
- Contes pour Caprine, Erzählungen, 1948 (Prix Victor Rossel)
- Le ruban pompadour, Erzählungen, 1948 (Prix Victor Rossel)
- La maison blanche, Gedichte, 1949 (Prix de l’Académie française)
- Petites légendes, Gedichte, 1949
- La passagère invisible, Reisebericht, 1950
- La voix du silence, Gedichte, 1951 (Prix populiste de poésie à Paris)
- La bille de verre, Roman, 1951
- L’eau passe, poèmes, 1952 (Prix International Syracuse, Prix de l’Académie française)
- Images perdues, Gedichte, 1954
- Heure de grâce, Gedichte, 1957 (Prix Félix Denayer, Prix de poésie religieuse à Paris)
- L’oiseleur, Gedichte, 1959
- La flûte au verger, Gedichte, 1960
- La grange bleue, Gedichte, 1961
- Pomme de reinette, Gedichte, 1962
- Bruges, Gedichte, 1963
- Un trou dans la tête, Roman, 1964
- En sourdine, Gedichte, 1964
- La bien-aimée, Gedichte, 1965
- Brabant, Gedichte, 1967 (Prix de la Province de Brabant)
- Anthologie de la poésie néerlandaise, Übersetzungen, 1967 (Prix de la traduction néerlandaise)
- Le sablier, Gedichte, 1969
- Entre deux mondes, Gedichte, 1970
- L’arlequin, Gedichte, 1970
- Mer du Nord, Gedichte, 1971
- L’envers du miroir, Gedichte, 1973
- Le moulin de papier, Gedichte, 1973
- Les étoiles de la poésie de Flandre, Übersetzungen, 1973
- Almanach du ciel, Gedichte, 1973
- De feu et de cendre, Gedichte, 1974
- Complaintes, Gedichte, 1975
- Médua, Roman, 1976
- Nouveau florilège poétique de Maurice Carême, Gedichte, 1976
- Au clair de la lune, Gedichte, 1977
- Figures, Gedichte, 1977
- Défier le destin, Gedichte, 1987
- De plus loin que la nuit, Gedichte, 1992
- L'oiseleur et autres poèmes, Gedichte, 2003
- Et puis après, Gedichte, 2004
- Poèmes choisis, Gedichte, 2004